# Euphrosyne Doukaina Kamatera
Euphrosyne Doukaina Kamatera, född 1155, död 1211, var en bysantinsk kejsarinna, gift med kejsar Alexios III Angelos. Hon var erkänd de facto härskare i Bysans under makens regeringstid från 1195 till 1203.

## Biografi
Euphrosyne Doukaina Kamatera var dotter till hovmannen Andronikos Doukas Kamateros och släkt med kejsar Konstantin X ur en föregående kejsardynasti. Hennes två bröder hade avrättats för sitt motstånd mot Andronikos I Komnenos. År 1169 gifte hon sig med Alexios III Angelos, vars bror Isaac II Angelos besteg tronen efter störtandet av Andronikos I Komnenos 1185.

### Kejsarinna
År 1195 placerade Euphrosyne sin make på tronen i en statskupp genom att organisera ett lojalistparti bland aristokratin genom mutor och ta kontrollen över kejsarpalatset. Alexios använde sin nya position till nöjes- och lyxkonsumtion och överlät regeringen och de politiska uppgifterna åt henne. Hon utfärdade öppet sina egna dekret och ändrade hans order när hon var av annan åsikt. Paret anklagades båda för att slösa pengar på både sig själva och sina släktingar. Hon anklagades 1196 för att ha ett förhållande med sin minister Vatatzes. Detta ledde till att denne dödades på order av maken medan hon placerades i kloster. Hon tilläts dock återvända och återta makten 1197.
Under fjärde korståget 1203 avsattes maken av sin brorson Alexios IV Angelos. Maken flydde, medan Euphrosyne fängslades av Alexios IV. Kejsar Alexios IV stryptes dock av hennes dotters älskare Alexios Doukas Mourtzouphlos, som utropade sig till Alexios V Dukas. Under plundringen av Konstantinopel i april 1204 flydde Euphrosyne med sin dotter och Alexios V till maken i Mosynopolis. Maken överlämnade Alexios V till korsriddarna, som avrättade honom. Euphrosyne och Alexios III flydde därefter till Korinth, där de tillfångatogs och fängslades av Bonifatius (Monferrato). Paret friköptes av sin kusin Mikael I av Epiros cirka 1210.